# Axel Stordahl
Axel Stordahl (Staten Island, 8 agosto 1913 – Encino, 30 agosto 1963) è stato un arrangiatore statunitense. Dai tardi anni trenta fino agli anni cinquanta del XX secolo, collaborò con numerosi artisti, fra i quali il più importante fu il grande crooner statunitense Frank Sinatra. Dal 1935 al gennaio del 1940 fece anche parte dell'Orchestra di Tommy Dorsey. Stordahl compose inoltre alcune canzoni fra le quali I Should Care nel 1945, Day by Day nel 1946, Ain'tcha Ever Comin' Back  nel 1947, Night After Night nel 1949 ed infine Meet Me at the Copa nel 1950. Morì alla fine di agosto 1963, a soli 50 anni.